# Claudette Pace
Claudette Buttigieg, all'anagrafe Claudette Pace (Naxxar, 8 febbraio 1968), è una cantante e politica maltese.
Ha rappresentato Malta all'Eurovision Song Contest 2000 con il brano Desire.

## Biografia
Claudette Pace è salita alla ribalta il 15 febbraio 2000, quando ha partecipato a Malta Song for Europe, la selezione maltese per l'Eurovision, cantando il suo inedito Desire. È stata incoronata vincitrice dalla giuria. Il bridge di Desire è cantato in maltese: si tratta della prima volta dall'edizione del 1975 in cui la lingua viene impiegata in una canzone per il contest. All'Eurovision Song Contest 2000, che si è tenuto il successivo 13 maggio a Stoccolma, si è piazzata all'8º posto su 24 partecipanti con 73 punti totalizzati.
Successivamente ha lavorato come presentatrice per le tre principali emittenti televisive maltesi: TVM, One Television e NET Television, fino al suo ingresso in politica nel 2012.
L'anno successivo è stata eletta al Parlamento di Malta come rappresentante dell'8º distretto. Nel 2017 è stata rieletta e insignita del titolo di vice-presidentessa della Camera dei rappresentanti. È schierata con il Partito Nazionalista di centro-destra.

## Discografia

### Singoli
- 2000 - Desire